# Trisepalum prazeri
Trisepalum prazeri är en tvåhjärtbladig växtart som beskrevs av Brian Laurence Burtt. Trisepalum prazeri ingår i släktet Trisepalum och familjen Gesneriaceae. Inga underarter finns listade i Catalogue of Life.